# Quepem
Quepem è una città dell'India di 12.484 abitanti, situata nel distretto di Goa Sud, nello territorio federato di Goa. In base al numero di abitanti la città rientra nella classe IV (da 10.000 a 19.999 persone).

## Geografia fisica
La città è situata a 15° 13' 0 N e 74° 4' 0 E e ha un'altitudine di 20 m s.l.m..

## Società

### Evoluzione demografica
Al censimento del 2001 la popolazione di Quepem assommava a 12.484 persone, delle quali 6.227 maschi e 6.257 femmine. I bambini di età inferiore o uguale ai sei anni assommavano a 1.440, dei quali 764 maschi e 676 femmine. Infine, coloro che erano in grado di saper almeno leggere e scrivere erano 8.818, dei quali 4.713 maschi e 4.105 femmine.